# Коријентес (провинција)
Коријентес (шп. Corrientes) је провинција смештена на североистоку Аргентине. Према северу се граничи са провинцијом Мисионес и Парагвајем, према западу са провинцијама Чако и Санта Фе, према југу са провинцијом Ентре Риос и Уругвајем, према истоку са Бразилом.